# Reicher Mann und armer Lazarus

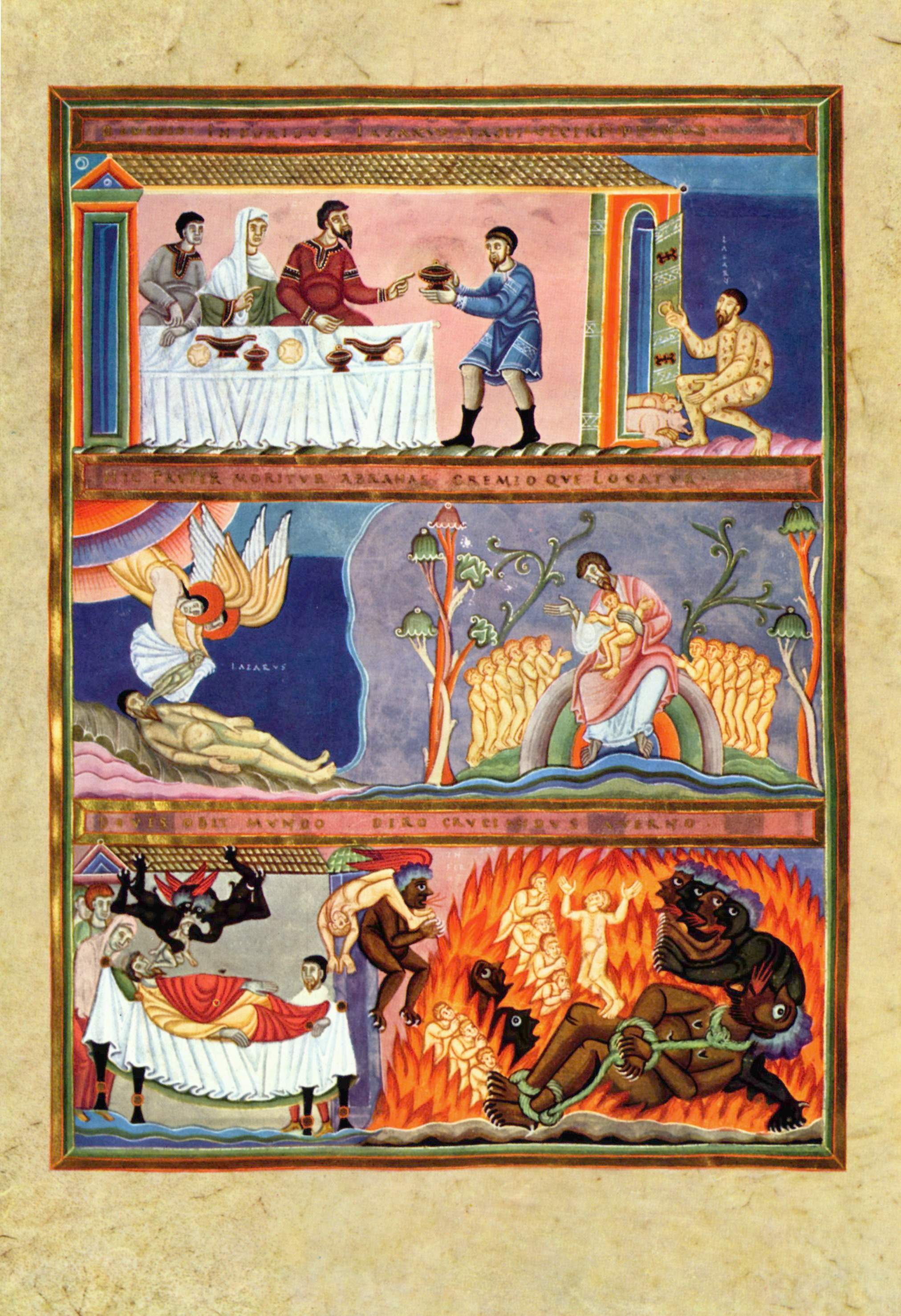
Das Gleichnis im Codex aureus Epternacensis

Das Gleichnis vom reichen Mann und vom armen Lazarus ist eine biblische Beispielerzählung aus dem Lukasevangelium (Lk 16,19–31 ). Die Figur des Lazarus ist nicht identisch mit dem nach dem Johannesevangelium von Jesus Christus auferweckten Lazarus (Joh 11 ).

## Inhalt
Das Gleichnis beginnt unvermittelt ohne jegliche Einleitung. Auch fehlt eine Deutung durch Jesus oder den Evangelisten. Durch die Inszenierung im Hades und das Auftreten Abrahams wird jedoch klar, dass es sich um eine fiktive Beispielerzählung handelt. Sie führt zwei literarische Figuren ein, die sich an den entgegengesetzten Enden des sozialen Spektrums befinden:
- Ein Mensch,[2] an dessen Kleidung sein Reichtum ablesbar ist, verbringt sein Leben damit, sich prächtig zu vergnügen. Das purpurgefärbte Obergewand, das in der Antike königliche Konnotationen hatte, ist kombiniert mit einem Untergewand aus feinem Leinen (Byssos).[3]

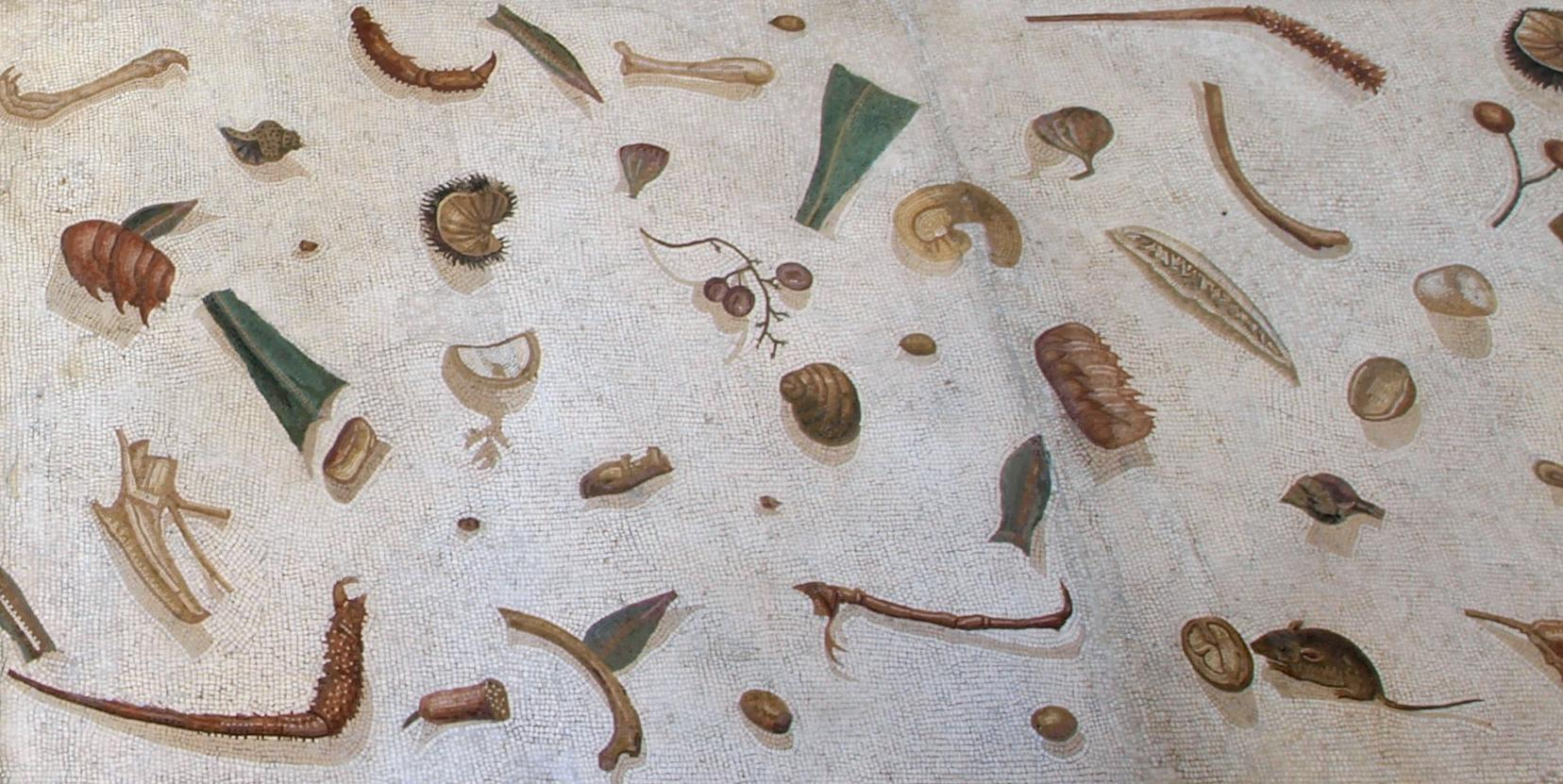
Essensreste, die beim Bankett auf den Boden geworfen wurden, zeigen den Reichtum des Gastgebers (Mosaikfußboden, frühes 2. Jahrhundert n. Chr., Museo Gregorio Profano, Vatikan)

- Der arme Lazarus liegt vor der Tür des Reichen. Er ist der einzige Akteur in einem Gleichnis des Neuen Testaments, der einen Namen hat.[5] Ihn kennzeichnen nicht etwa Lumpen, sondern seine Geschwüre. Ist Reichtum etwas, das mit einem Kleider-Code nach außen gezeigt wird, so betreffen Armut und Krankheit den Körper direkt und machen ihn abstoßend. Passivität kennzeichnet den Armen. Er beobachtet hungrig (durch die anscheinend offene Tür), dass Brotstücke[6] vom Tisch des Reichen auf den Boden fallen. Die hätte er gerne. Aber sie bleiben unerreichbar. Die einzige Aufmerksamkeit, die sein Zustand findet, ist die von streunenden Hunden. Sie lecken seine Geschwüre.[7] Dies ist aber nicht als eine Art Zuwendung zu verstehen, sondern zeigt, dass Lazarus bereits so schwach ist, dass er sich dieser aggressiven Tiere nicht erwehren kann.[8]

Lazarus’ Sterben ist aufgrund dieser Zustände absehbar und wird geradezu behutsam geschildert. Engel tragen ihn in Abrahams Schoß (wörtlich: altgriechisch κόλπος kólpos „Brust“.) Er hat einen Ehrenplatz an der jenseitigen Tafel; Lazarus liegt an der Brust Abrahams wie der Lieblingsjünger an der Brust Jesu (Joh 13,23 ). Damit wird die enge Gemeinschaft beider ausgedrückt.

Der Reiche stirbt, wird begraben und findet sich im Hades wieder, wo ihn Schmerzen quälen. Von ferne sieht er Abraham und Lazarus in dessen Schoß. „Lazarus ist drinnen, der Reiche draußen. Lazarus ist umsorgt (vgl. Vers 24), der Reiche darbt und wird … zum Bettler.“ Mit Vers 23 ändert sich die Erzählperspektive; der Leser verfolgt das Geschehen nun aus der Sicht des Reichen. Sein Dialog mit Abraham zeigt, wie der reiche Mensch denkt. Zunächst wendet er sich bescheiden an seinen „Vater Abraham“ mit dem Wunsch, er möge Lazarus senden, damit dieser seine Qual mit einem Tropfen Wasser lindere. Der Wunsch nach Wasser korrespondiert mit Lazarus’ unerfülltem Wunsch nach Brot. Der Reiche zeigt damit auch, dass er Lazarus zu Lebzeiten zwar ignoriert, aber gleichwohl bemerkt hat. Abraham stellt sich nun sozusagen schützend vor Lazarus und weist den Zugriff des Reichen auf Lazarus’ Dienstleistung ab:
Mein Kind, erinnere dich daran, dass du schon zu Lebzeiten deine Wohltaten erhalten hast, Lazarus dagegen nur Schlechtes. Jetzt wird er hier getröstet, du aber leidest große Qual. (Lk 16,25 )
Abraham wirbt um Verständnis, weniger bei dem Reichen, denn der hat keine Handlungsoptionen mehr, umso mehr aber beim Leser, der verstehen soll: Zwischen Lazarus und dem Reichen befindet sich eine große Kluft (altgriechisch χάσμα chásma), die unüberwindlich ist. Im Jenseits ist die hilfreiche, mitmenschliche Kontaktaufnahme unmöglich, dafür ist es zu spät. Implizit heißt das auch: zu Lebzeiten der beiden wäre sie möglich gewesen, der Reiche hätte nur zu seiner Tür hinaus gehen müssen.
Hier könnte die Erzählung zu Ende sein, aber der Reiche hat noch einen Wunsch. Abraham möge den Lazarus aus dem Jenseits zu den fünf Brüdern des Reichen schicken, um sie davor zu warnen, welches Schicksal sie ereilen könnte. Abraham lehnt das ab mit dem Verweis auf die heiligen Schriften Israels („Mose und die Propheten“), in denen alles steht, was für die Brüder zu wissen nötig ist. Ein letztes Mal verwendet sich der Reiche für die noch lebenden Brüder: Ein Mensch, der aus dem Totenreich zurückkehrt, wäre doch überzeugender als heilige Schriften. Abraham weist das zurück:
Wenn sie auf Mose und die Propheten nicht hören, werden sie sich auch nicht überzeugen lassen, wenn einer von den Toten aufersteht. (Lk 16,31 )
Diese Information über die im Jenseits geltenden Kriterien, die der Reiche seinen lebenden Brüdern nicht übermitteln kann, bietet ironischerweise die lukanische Beispielerzählung dem Leser an. Er bleibt mit der Frage zurück, ob für die Geschwister des Reichen noch Hoffnung besteht.

## Struktur
Die Beispielerzählung hat eine chiastische Struktur. Im Diesseits und im Jenseits gibt es einen guten und einen qualvollen Ort; Lazarus und der Reiche tauschen nach dem Tod ihre Plätze:
|                    | Positiver Ort    | Zwischenraum         | Negativer Ort            |
| Irdisches Leben    | Haus des Reichen | Tür                  | Vor dem Haus des Reichen |
| Leben nach dem Tod | Abrahams Schoß   | unüberwindbare Kluft | Hades                    |

## Das Gleichnis im Kontext des Lukasevangeliums
Der Aufbau des Kapitels 16 im Evangelium nach Lukas ist eher locker, am ehesten verbindet die einzelnen Abschnitte das Motiv des rechten Umgangs mit dem Besitz. Als negativer Kontrast dienen in Lk 16,14  die „geldgierigen“ Pharisäer. Ihnen gegenüber betont Jesus die Geltung der heiligen Schriften („Mose und die Propheten“); zugleich tritt Jesus in den Versen, die zum Lazarus-Gleichnis überleiten, als autoritativer Ausleger dieser Schriften auf.
Am Ende des Gleichnisses bleiben die Leser mit der Frage zurück, ob und wie reiche Menschen der jenseitigen Qual entgehen können. Wenn sie die Tora und die Prophetenbücher richtig lesen würden, würden sie dort an ihre soziale Verantwortung erinnert. Indem am Ende das Stichwort Auferstehung fällt, wird im Kontext des ganzen Evangeliums auch deutlich, dass der Glaube an Jesus Christus, den Auferstandenen, den Sinn der heiligen Schriften neu erschließt. Im Lukasevangelium wird die Kritik am Reichtum immer wieder aufgenommen, siehe beispielsweise das Gleichnis vom Nadelöhr in Lukas 18,18-30 . Hans-Georg Gradl betont, dass die Lösung nicht darin besteht, so wie Lazarus leben zu wollen. Dieser diene als Kontrastfigur, angesprochen seien reiche Leser. Die Frage, wie Wohlhabende sich angesichts der Armut anderer Menschen verantwortlich verhalten sollen, sei im Evangelium „hinein verwoben“ in einen Lebensentwurf: Der christliche Glaube solle im Alltag Wirkung zeigen.

## Rezeptionsgeschichte

### Neues Testament
Die Rezeption der lukanischen Beispielerzählung beginnt nach Meinung mancher Exegeten bereits innerhalb des Neuen Testaments. Im Johannesevangelium kommt ein Freund von Jesus namens Lazarus vor, der insbesondere im Mittelalter oft mit Lazarus aus dem Gleichnis verwechselt wurde. Aber unter der Annahme, dass Johannes die synoptischen Evangelien kennt und sein Evangelium eine Art Kommentar zu ihnen ist, besteht möglicherweise eine Beziehung zwischen dem lukanischen und dem johanneischen Lazarus. So sieht Hartwig Thyen in Joh 11,1 bis 12,11 ein intertextuelles Spiel mit Lk 16,19–31 : Johannes kennt die Geschichte von der Totenerweckung des namenlosen jungen Mannes von Nain durch Jesus (Lk 7,11–17 ) und erzählt sie neu, wobei dieser den Namen Lazarus aus dem Gleichnis erhält. Was der Reiche im Gleichnis vergeblich wünscht, dass jemand aus dem Jenseits zurückkehrt, erfüllt sich in der Auferweckung des Lazarus, und es bestätigt sich, was Abraham im Gleichnis dazu sagt: Die Auferweckung bewirkt keine Umkehr, sondern bestärkt die jüdischen Autoritäten in ihrem Widerstand gegen Jesus. Er gipfelt im Todesplan für Jesus, aber auch für Lazarus, seinen Freund und Zeugen.

### Alte Kirche
Origenes verwies auf Spr 22,1 , um zu erklären, warum der Reiche namenlos bleibt, der Arme aber einen sprechenden Namen trägt. Lázaros bedeute „der, dem geholfen wurde.“ Ijob sei dagegen ein reicher und frommer Dulder, der in der Bibel deshalb auch eines Namens gewürdigt werde. Dass das Gleichnis empfiehlt, Mose und die Propheten zu studieren, war in der Auseinandersetzung mit Marcion ein willkommenes Argument für die bleibende Bedeutung des Alten Testaments auch für Christen. Die allegorische Deutung des Gleichnisses, die sich bei Ambrosius von Mailand und Augustinus von Hippo findet, machte dieses für antijüdische Polemik brauchbar: Der Reiche stehe für die „stolzen“ Juden, Lazarus für die demütigen Christen.

Das Gleichnis vom reichen Mann und armen Lazarus bot willkommene Informationen über die Zustände im Jenseits; allerdings bereitete seine Darstellung den altkirchlichen Schriftstellern Schwierigkeiten. Ein wortwörtliches Verständnis findet sich beispielsweise bei Irenäus von Lyon:

„[Durch dieses Gleichnis] ist deutlich erklärt worden, daß die Seelen nicht von Körper zu Körper übergehen, sondern fortdauern, die menschliche Gestalt beibehalten, um erkannt zu werden, und sich an die irdischen Dinge erinnern; daß ferner dem Abraham die Lehrgabe innewohnt, und daß auch schon vor dem Gerichte jede Menschenart den ihr gebührenden Wohnplatz erhält.“

 Origenes problematisierte, dass an der Brust Abrahams ja immer nur Platz für einen Ehrengast sei. Solle man sich vorstellen, dass Lazarus jemand anderes von dort verdrängt hatte und später einem Nachfolger Platz machen musste? Darum schlug Origenes vor, dass das Ruhen an der Brust Abrahams das Ruhen im Wort Gottes bedeute. Hieronymus meinte, Abrahams Schoß könne ja nicht das Paradies sein, denn dort erhalte man erst seit Tod und Auferstehung Jesu Christi Zutritt, und Jesus erzähle das Gleichnis ja zu seinen Lebzeiten.

Das Gleichnis lieferte Motive, die in die Fegefeuer-Vorstellung einflossen. Gregor von Nyssa beispielsweise entnahm dem Lazarus-Gleichnis die Lehre, dass der Mensch sich durch Askese zu Lebzeiten von fleischlichen Gelüsten reinigen müsse; versäume er das, so müsse er im Jenseits Qualen leiden.

„Abraham sagt nämlich zum Reichen: „Erinnere dich, daß du viel Gutes in deinem Leben empfangen hast, ebenso wie Lazarus viel Schlimmes; darum wird dieser getröstet, du aber gepeinigt.“ ... Da es nun zwei Welten gibt und ein zweifaches Leben in jeder dieser Welten und demgemäß auch eine doppelte Freude, die eine in dieser Welt, die andere in jener, die uns nach unserer Hoffnung in Aussicht steht, so ist es wohl als Seligkeit zu betrachten, wenn man seinen Anteil an der Freude sich in den wahren Gütern der Ewigkeit sichern will, seine Schuldigkeit aber im Ertragen von Leid in diesem kurzen, vergänglichen Leben auf sich nimmt.“

### Mittelalter
Bereits in der Alten Kirche wurde das Lazarus-Gleichnis von Predigern wie Johannes Chrysostomos genutzt, um den Reichen ihre sozialen Verpflichtungen einzuschärfen. Dies setzte sich im Mittelalter fort. Die Bettelordensprediger, insbesondere Dominikaner, bezogen sich gern auf diesen Bibeltext und betonten die Würde des Armen, der seinen Zustand als Gelegenheit zu spiritueller Entwicklung nutzen könne. Zum sympathischen Bild des Armen in diesen Predigten kommen allerdings auch zeittypisch antijüdische Elemente. Im Mittelalter zählte das Lazarus-Gleichnis zu den populärsten Bibeltexten und wurde gern in Dramen oder häuslichen Wandmalereien thematisiert. Häufig wurden die Geschwüre des Lazarus als Lepra interpretiert; deshalb tragen Leprosorien in verschiedenen europäischen Sprachen den Namen des Lazarus (im Deutschen: Lazarett).
Die Antiphon „In paradisum“ war Teil der mittelalterlichen westkirchlichen Sterbeliturgie. Sie drückt die Hoffnung aus, der Verstorbene möge gemeinsam mit dem armen Lazarus in Ewigkeit ruhen.

### Reformation

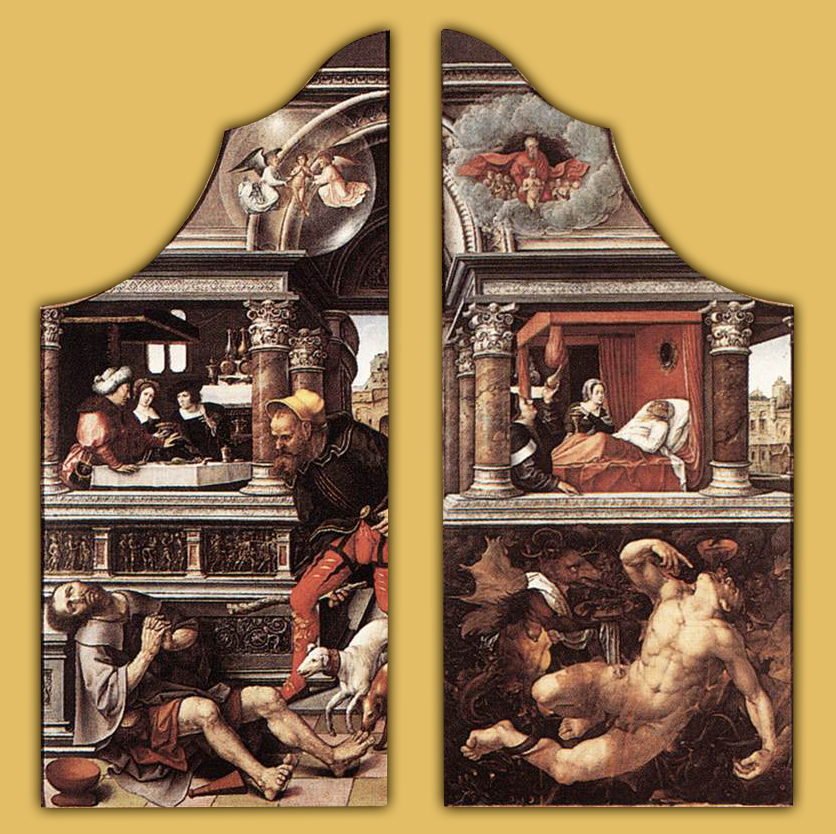
Links: Lazarus stirbt vor der Tür des Reichen. Rechts: der Reiche leidet im Jenseits Qualen (Bernard van Orley: Triptychon der Geduld, 1521, Königliche Museen der Schönen Künste, Brüssel)

Martin Luther legte das Gleichnis vom reichen Mann und armen Lazarus in Predigten aus. Es wurde zur Begründung der Fegefeuerlehre herangezogen, und deren Bestreitung war ein Kernanliegen der Wittenberger Reformation. Luther griff deshalb zu einer allegorischen Interpretation des Gleichnisses: Abrahams Schoß, in dem Lazarus ruht, sei das Verheißungswort Gottes, in dem Abraham und alle Frommen nach ihm Ruhe gefunden hätten. Ebenso gelangte der Reiche nach seinem Tode nicht in die Hölle, denn in die kämen die Bösen erst am Jüngsten Tag.

„Darumb achten wyr, diese helle [= der Aufenthaltsort des Reichen nach seinem Tod] sey das böße gewissen, das on glawbe und Gottis wortt ist, ynn wilchem die seele vergraben ist unnd verfasset biß an iungsten tag, da der mensch mit leyb unb seele ynn die rechte leypliche helle verstossen wirt.“

Johannes Calvin verstand „Abrahams Schoß“ als Metapher für die Gemeinschaft der Gläubigen und nahm im Gegensatz zu Luther an, dass die Verstorbenen Qual oder Glückseligkeit direkt nach ihrem Tod erfahren.
Das protestantische Drama des 16. Jahrhunderts setzte die mittelalterliche Tradition fort und bediente sich gern des Lazarus-Stoffs. Ein anonymes Zürcher Drama (Der Reich mann und Lazarus) schlug dabei 1529 stark papstkritische Töne an, die in Jakob Funkelins Tragoedi von dem Rychen Mann vnd armen Lazaro 1551 zurücktraten. Georg Rollenhagens Vom Reichen Manne und armen Lazaro, Eine deutsche Action (1590) nutzte das Gleichnis für antijüdische Polemik.

### Neuzeit

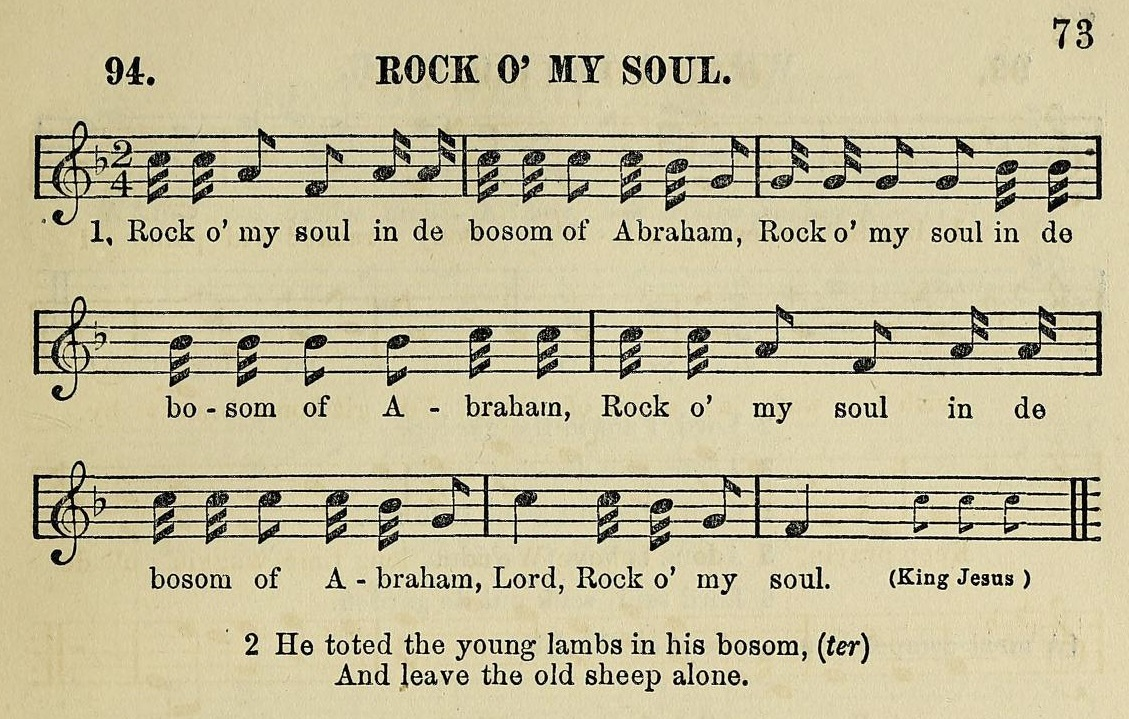
Rock O' My Soul (1867)

In der Frömmigkeitsgeschichte wurde „Abrahams Schoß“ ein Bild für die Erlösung und die Geborgenheit bei Gott. In diesem Sinn begegnet die Metapher beispielsweise in dem Spiritual Rock O' My Soul, der erstmals 1867 in der Sammlung Slave Songs of the United States dokumentiert wurde.
Albert Schweitzer schrieb 1923, das Gleichnis vom reichen Mann und armen Lazarus habe ihn veranlasst, seine akademische Karriere aufzugeben und als Mediziner im afrikanischen Urwald zu arbeiten. Seine Bibelinterpretation war stark durch den Kolonialismus geprägt:

„Wir sind der reiche Mann, weil wir durch die Fortschritte der Medizin im Besitze vieler Kenntnisse und Mittel gegen Krankheit und Schmerz sind. Die unermesslichen Vorteile dieses Reichtums nehmen wir als etwas Selbstverständliches hin. Draußen in den Kolonien aber sitzt der arme Lazarus, das Volk der Farbigen, das der Krankheit und dem Schmerz ebenso wie wir, ja noch mehr als wir unterworfen ist und keine Mittel besitzt, um ihnen zu begegnen.“

## Forschungsgeschichte
Die Neutestamentliche Bibelwissenschaft hat sich seit dem 19. Jahrhundert bei diesem Gleichnis besonders für die Frage interessiert, ob der Text eine literarische Einheit bildet. Daneben wurde nach außerbiblischen Parallelen gefragt und diskutiert, ob das Gleichnis dem historischen Jesus von Nazareth zuzusprechen sei.
In seinem Klassiker Die Gleichnisreden Jesu vertrat Adolf Jülicher 1899 eine Zweiteiligkeit des Gleichnisses. Der erste Teil (Lk 16,19–26 ) enthalte eine klare Botschaft: „Freude an einem Leben im Leiden, Furcht vor dem Genussleben wollte die Erzählung vom reichen Mann und armen Lazarus erzeugen …, und der Zweck wäre glänzend erreicht worden, wenn die Geschichte nicht hinterdrein durch Fussfesseln schwer behindert worden wäre.“ Diese Freude an der Armut passe zur Botschaft Jesu, der hier zeitgenössische „Volksvorstellungen“ über die Zustände im Jenseits voraussetze, ohne in diesem Punkt eine neue Lehre zu verkündigen. Der zweite Teil (Lk 16,27–31 ) sei ein vorlukanischer Zusatz, in dem fünf bisher unerwähnte Brüder des Reichen in den Vordergrund treten. In diesem Zusatz spiegelt sich laut Jülicher die Enttäuschung über den Misserfolg der christlichen Mission im größten Teil des jüdischen Volkes; eine Ausdeutung der insgesamt sechs Brüder auf die Zahl der Söhne Leas als den ungläubigen Teil der zwölf Stämme Israels (Ferdinand Hitzig) oder die Zahl der „jüdischen Häresien“ (Eduard Zeller) oder die als Könige herrschenden Herodier von Herodes bis Herodes Agrippa II. (Karl Theodor Keim, ebenso Johann Nepomuk Sepp und Claude-Joseph Drioux) lehnt Jülicher ab („überflüssiger Scharfsinn“). Lukas habe diese erweiterte Fassung des Gleichnisses vorgefunden und mehr schlecht als recht durch die Einleitung Lk 16,14–18  in den Kontext seines Evangeliums eingegliedert: „wenn Ihr Pharisäer also Euch auflehnt gegen das Evangelium, so seid Ihr zugleich Verächter des Gesetzes.“
Jülichers blasse „Volksvorstellungen“ über das Jenseits, die Jesus aufgegriffen habe, erhielten durch Hugo Gressmann 1918 ägyptisches Kolorit. Er verwies auf ein demotisches Volksmärchen von der Hadesfahrt des Königssohnes, das in der Fassung des frühen 2. Jahrhunderts n. Chr. bekannt ist und nach Einschätzung Gressmanns in hellenistischer Zeit entstand, da es die Verschmelzung von ägyptischen und griechischen Jenseitsvorstellungen voraussetze. Es habe Parallelen in einer in mehreren Versionen umlaufenden Legende in der rabbinischen Literatur. Ägyptisches Märchen und jüdische Legende befassen sich mit dem Schicksal zweier gleichzeitig Verstorbener, von denen der Gottlose ein prächtiges Begräbnis erhält, der Fromme hingegen ohne alle Ehren beigesetzt wird. Im Jenseits dagegen gehe es dem Frommen gut, dem Bösen schlecht (inklusive Folter und Durst). Im Märchen zeigt ein Zauberer dem unbeteiligten Prinzen das Los des Reichen und des Armen, während in der Legende ein Frommer von Gott oder Engeln über das jenseitige Los eines Zöllners und eines Schriftgelehrten, den der Fromme zu Lebzeiten kannte, aufgeklärt wird. Über das ägyptische Judentum sei der Märchenstoff auch in Palästina bekannt geworden. Jesus greife diese volkstümliche Geschichte auf und füge ihr seinen eigenen Schluss hinzu: damit plädierte Gressmann für die literarische Einheit von Lk 16,19–31 . Jesus wandte sich laut Gressmann gegen beliebte Jenseitsspekulationen, um seine ethische Botschaft zu unterstreichen: „Das Gleichnis Jesu hat eine völlig andere Pointe als das ägyptische Märchen: es will nicht mehr wie dieses den Satz von der ausgleichenden Gerechtigkeit im Jenseits einprägen, den es als selbstverständlich voraussetzt, es will auch nicht mehr das Jenseits schildern, sondern im Gegenteil alle Himmel- und Höllenmythologie als überflüssig ablehnen, damit sich der Mensch auf das eine allein besinnt, was not tut und Gott von ihm fordert.“
Gressmanns ägyptische Parallele beeinflusste die weitere Forschung sehr stark, obwohl Rudolf Bultmann in seinem Standardwerk Die Geschichte der synoptischen Tradition 1921 widersprach. Bultmann meinte, dass ägyptisches Märchen und jüdische Legende eine andere Pointe hätten als das Gleichnis vom armen Lazarus, nämlich „der Nachweis der göttlichen Gerechtigkeit durch den Ausgleich der Geschicke im Jenseits.“ Bultmann schlug eine andere, allerdings späte jüdische Legende als Parallele vor. Sie handelt von einem gottlosen Paar. Die Frau stirbt und erleidet im Jenseits Qualen. Sie richtet dem Mann aus, er solle umkehren, um nicht das Gleiche zu erleiden. Der Mann handelt dementsprechend. Dem Lazarus-Gleichnis liege eine vergleichbare jüdische Erzählung von einer warnenden Botschaft aus der Totenwelt zugrunde, aber dieser Schluss sei polemisch umgebogen worden, wodurch erst die „die ursprüngliche Einheit der Geschichte sprengende Pointe“ entstanden sei. In seiner jetzigen Form, die Lukas bereits vorgelegen habe, besitze die Erzählung zwei konkurrierende Pointen:
- Die jenseitige Gerechtigkeit gleicht irdisches Unrecht aus,
- Botschaften aus dem Jenseits sind uninteressant, weil alles nötige Wissen in Tora und Propheten zugänglich ist.[32]

Während die von Bultmann als Parallele vorgeschlagene Ehepaar-Legende kritisiert und einhellig abgelehnt wurde, fand Gressmanns ägyptisches Märchen um so größere Zustimmung – in einer charakteristischen Vereinfachung. Denn Gressmann hatte nicht das vorliegende demotische Zaubermärchen als Parallele bezeichnet, sondern eine diesem zugrunde liegende, verlorene ältere Fassung. Mal wurden in der Exegese stärker die Parallelen zwischen dem Märchen von der Hadesfahrt des Königssohnes und dem lukanischen Gleichnis betont, mal mehr die Parallelen zwischen der jüdischen Legende vom Zöllner und vom Schriftgelehrten und dem Gleichnis. Was dieser Deutungstyp leistet, zeigt Joachim Jeremias’ viel rezipiertes Werk Die Gleichnisse Jesu: Weil das ägyptische Märchen bzw. die rabbinische Legende den Hintergrund bilde, auf den Jesus anspiele, kann alles, was in der lukanischen Beispielerzählung fehlt, von dort her ergänzt werden. Jesus habe beispielsweise nie die Ansicht vertreten, dass Reichtum an sich in die Hölle, Armut an sich ins Paradies führe. „Daß … vielmehr Gottlosigkeit und Lieblosigkeit bestraft, Frömmigkeit und Ergebung vergolten werden, zeigt der Vergleich mit dem von Jesus benutzten Erzählungsstoff eindeutig.“
Cyril D. Cave griff 1969 eine alte Vermutung John Lightfoots auf, der in den Horae Hebraicae 1674 formuliert hatte: „Hier ist von Abraham und Lazarus die Rede, wem fiele da nicht Abraham und sein Knecht (Eliëser von Damaskus) aus Gen 15  ein, geboren in Damaskus, Heide von Geburt, potentieller Erbe Abrahams, aber von der Erbfolge ausgeschlossen durch die Geburt Isaaks? Hier kehrt er in Abrahams Schoß zurück. Wir überlassen es dem Urteil des Lesers, ob das nicht die Heiden zum Glauben Abrahams ruft.“ Cave postulierte einen dreijährigen synagogalen Lesezyklus: Am Fest Schawuot sei die Toralesung aus Gen 15 genommen, die zugehörige Prophetenlesung (Haftara) sei Jes 1  gewesen; die Kombination dieser beiden Texte der Hebräischen Bibel bilde den Hintergrund des Gleichnisses Lk 16,19–31 . Die Pointe des Gleichnisses sei, dass Israel durch seine Unbussfertigkeit Gefahr laufe, vom Heil ausgeschlossen zu werden, während Gott den Heiden seine Gnade erweise. Caves Lösung konnte nicht überzeugen. Es ist unsicher, ob griechische Leser des Lukasevangeliums im Namen Lázaros den hebräischen Namen Eliëser wiedererkannt hätten. Es ist fraglich, ob es die von Cave vorausgesetzte synagogale Leseordnung überhaupt in dieser Form gab. Drittens spricht auch dagegen, dass Gen 15,4  bekräftigt, nicht Eliëser, sondern ein leiblicher Nachkomme werde Abrahams Erbe sein.
Ronald Hock kritisierte 1987, das ägyptische Märchen trage nichts zum Verständnis der Hauptschwierigkeit des Gleichnisses bei – wofür verdient der Reiche im Jenseits Strafe? Hock wurde bei der Suche nach außerbiblischen Parallelen bei Lukian von Samosata fündig: sowohl in Gallus als auch in Cataplus tritt der arme, stets hungrige Schuster Micyllus auf, der von den Banketten seiner reichen Nachbarn Simonides bzw. Megalopenthes ausgeschlossen ist und mit billigem Fisch und Zwiebeln Vorlieb nehmen muss. Im Cataplus erzählt Lukian, wie Micyllus bei der Arbeit an einer Sandale vom Tod ereilt wird, just als Megalopenthes beim Bankett durch das Trinken von Gift stirbt. Verzweifelt und vergeblich versucht Megalopenthes durch allerlei Vorschläge an Klotho, sein Leben zu retten. Im Jenseits treten Micyllus und Megalopenthes vor den Richter der Unterwelt, Rhadamanthys. Micyllus war stets ein redlicher Arbeiter. Seine Seele ist rein, und so genießt er auf den Inseln der Seligen die Gemeinschaft der Heroen. Megalopenthes’ Seele dagegen ist voller Flecken, die von seinen Verfehlungen herrühren. Ihm wird verweigert, das Wasser der Lethe zu trinken. In ständiger Pein erinnert er sich seines Luxuslebens. Hock kann zeigen, dass die Umkehrung des irdischen Geschicks im Jenseits in der Antike eine weit verbreitete Vorstellung war. „Im Gegensatz zu der ägyptischen Geschichte besteht Lukian in stärkerem Maß auf der Ungerechtigkeit zwischen reich und arm und kommt so der Aussagerichtung der lukanischen Parabel näher, jedoch findet sich in der Parabel nirgends die kynische Betonung der Selbstbeherrschung als Tugend des Armen.“

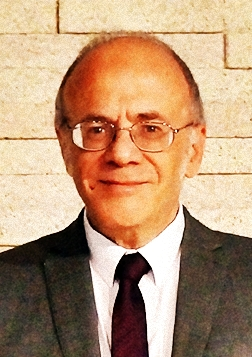
Richard Bauckham

Richard Bauckham referierte 1991 die seit Gressmann vorgeschlagenen antiken Paralleltexte und ergänzte sie um einen weiteren, das fragmentarisch erhaltene Buch von Jannes und Jambres: Der ägyptische Zauberer Jannes stirbt. Sein Bruder Jambres begräbt ihn und beschwört seinen Totengeist herauf. Der lange Dialog zwischen beiden macht klar, wie sich das Handeln im Diesseits auf Lohn und Strafe im Jenseits auswirkt. Bauckham zufolge zeigen diese Parallelen, dass sowohl die Vorstellung einer Umkehr der diesseitigen Verhältnisse im Jenseits als auch die Vorstellung, ein Toter nehme Kontakt mit den Lebenden auf, um sie zu warnen, für antike Leser vertraut waren. Das Überraschungsmoment im Lazarus-Gleichnis sei daher, dass Abraham den Wunsch des Reichen nach einer solche Botschaft aus dem Jenseits ablehnt.